# Mecopisthes daiarum
Mecopisthes daiarum là một loài nhện trong họ Linyphiidae.
Loài này thuộc chi Mecopisthes. Mecopisthes daiarum được Robert Bosmans miêu tả năm 1993.